# Come on Over (singolo Shania Twain)
Come on Over è un singolo della cantante canadese Shania Twain, pubblicato nel 1999 ed estratto dall'album omonimo.

## Tracce
- 7"

1. Come on Over
2. Man! I Feel Like a Woman!

## Video
Il videoclip della canzone è stato diretto da Larry Jordan ed è stato girato durante uno speciale concerto televisivo svoltosi a Dallas e registrato il 12 settembre 1998.